# Bengt Berglund (keramiker)

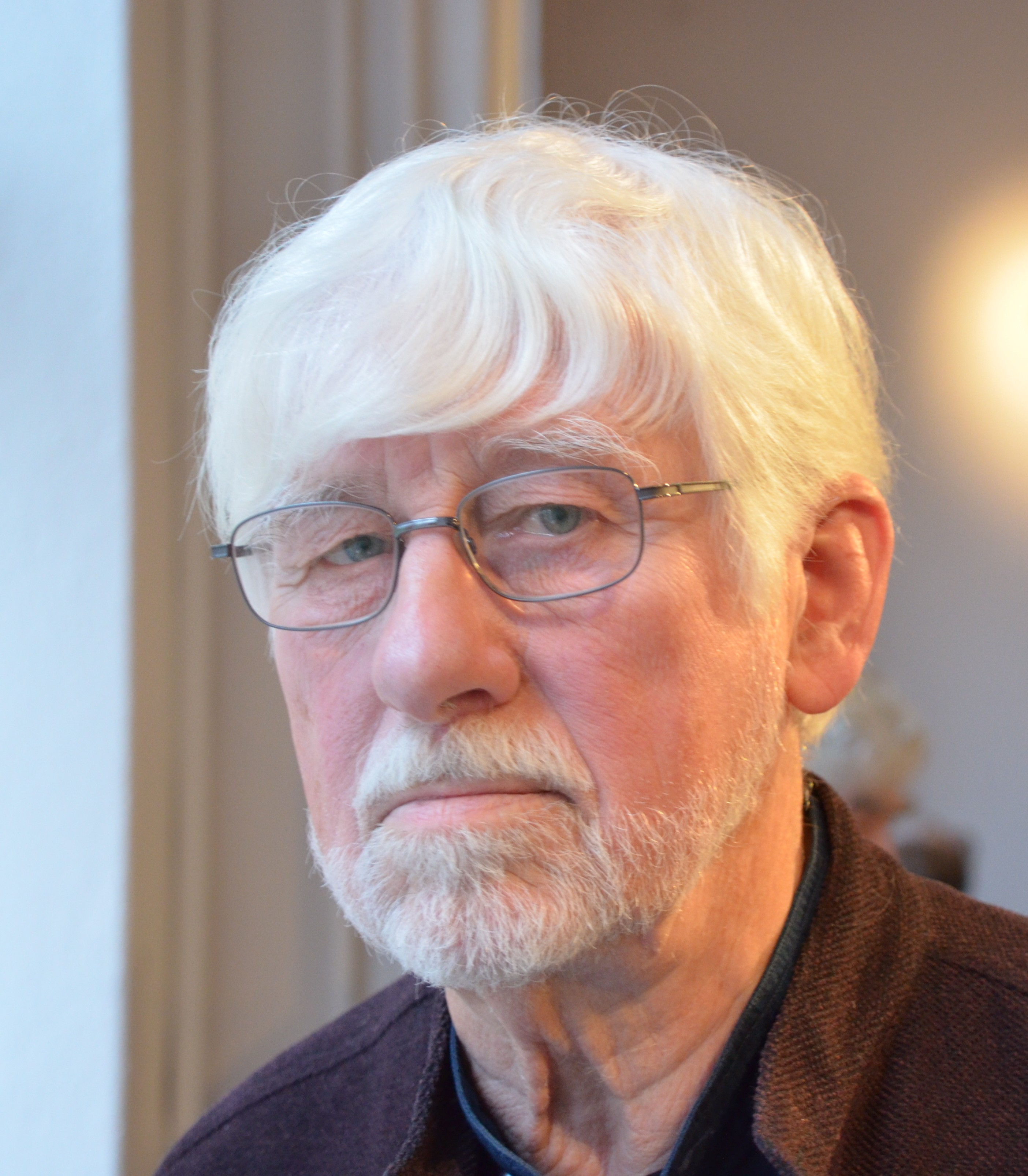
Bengt Berglund

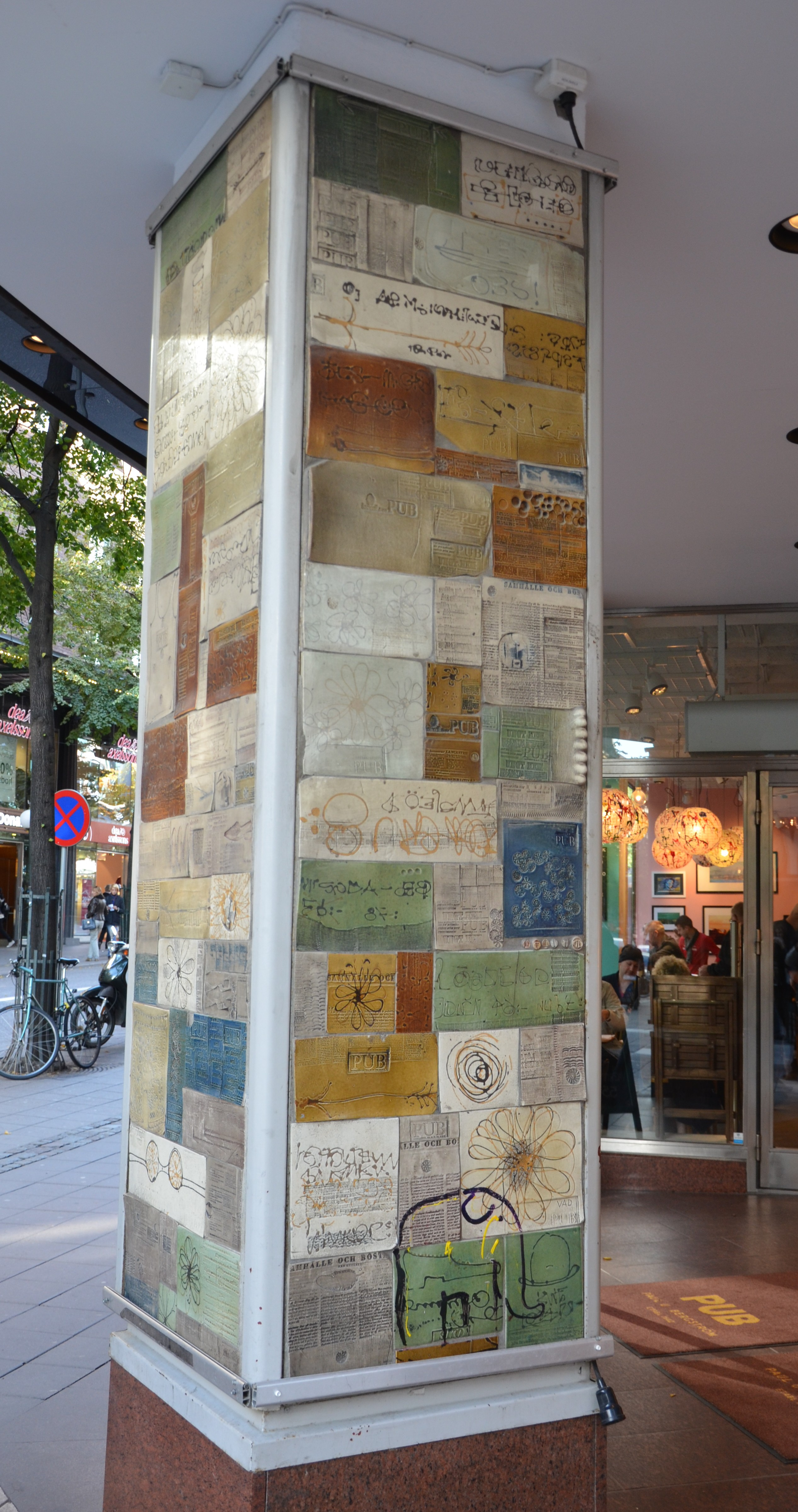
Keramikklädd pelare vid ingången till PUB i Stockholm, Drottninggatan/Kungsgatan

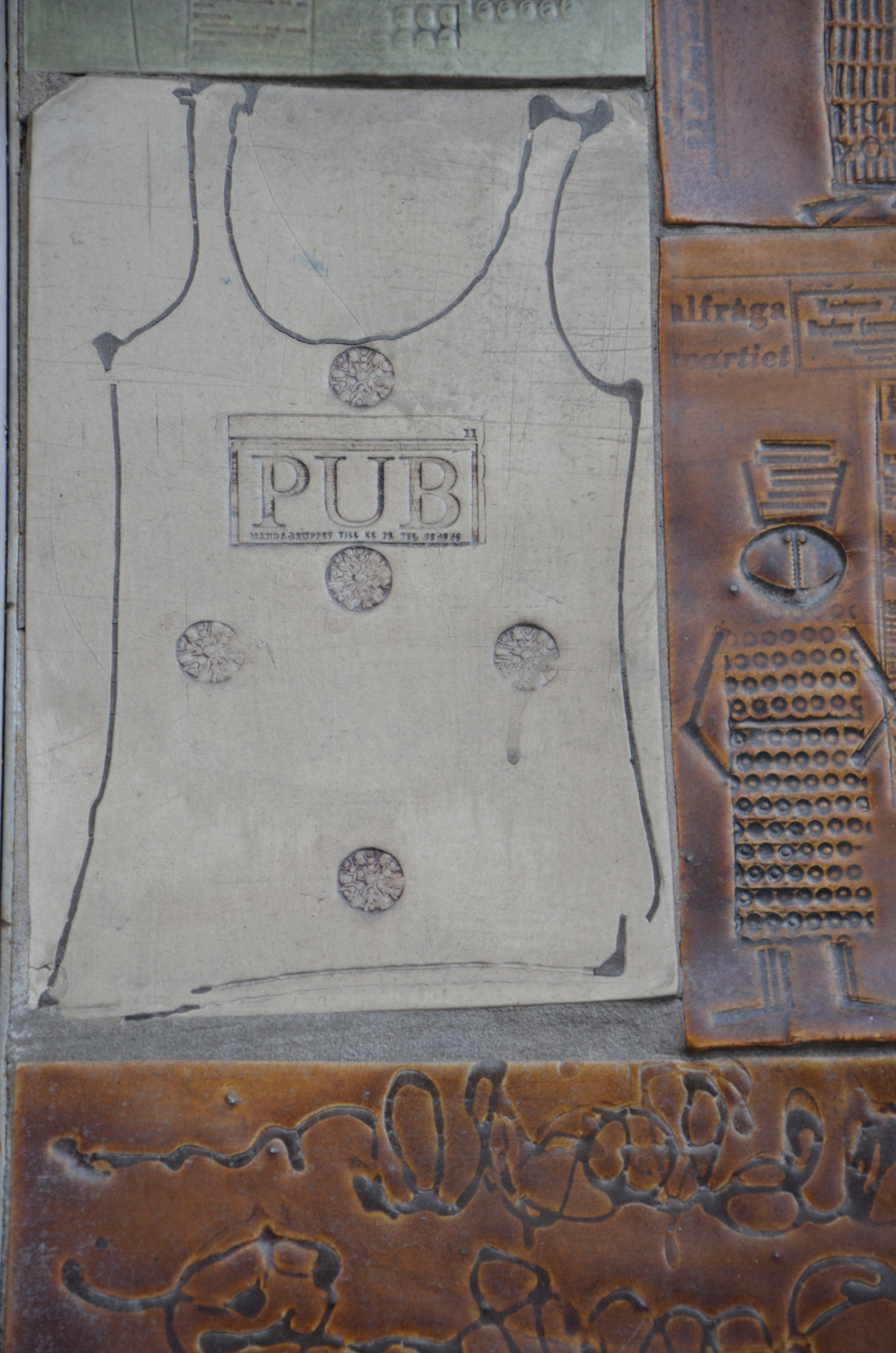
Keramikklädd pelare vid ingången till PUB i Stockholm, detalj

Bengt Erik Berglund, född 13 juli 1936 i Landskrona, är en svensk keramiker, skulptör och emaljkonstnär.
Bengt Berglund var verksam som keramisk konstnär och formgivare på Gustavsbergs porslinfabrik 1960-82. Efter 1982 har han varit verksam som fri konstnär. 
Under 15 år med stengods på Gustavsberg skapade Bengt Berglund en sällsam keramisk värld, färgad av marina former men också av hans lekfulla humor och samhällskritik. Vid sidan av tavelmåleri och utsmyckningar i emalj utvecklade Bengt Berglund också emaljgrafik, en metod att trycka motiv i upplagor.

## Utbildning och anställning som formgivare
Uppväxten vid havet i Landskrona gav honom en inre marin horisont. I en av Gustavsbergs reklambussar som besökte Landskrona fick Bengt Berglund en första glimt av företaget. Efter skolan sökte han via arbetsförmedlingen till Gustavsbergs yrkesskola där han började hösten 1954. Det var en gedigen teknisk utbildning i gjutning, ritningsteknik och modellering. Berndt Friberg var lärare i drejning och Carl-Arne Breger teckningslärare. Berglund gick parallellt på Konstfacks aftonskola i Stockholm. I tre perioder drejade han åt Friberg och deltog i experimenten med dennes ristade dekorer Vidare studier skedde på Konstfack till 1960, med Stig Lindberg som huvudlärare. Klasskamrater var bland andra Bertil Vallien och Ulrica Hydman-Vallien. 
Bengt Berglund anställdes på Gustavsberg som formgivare och konstnär. I ateljén fanns ingen drejskiva, varför hans experiment i lera kom att präglas av kavling, vikning och mönsterpressning. Föremålen var rikt mönstrade i den precisa "nabbleran" som på fabriken användes till nabbar, små stöd i tallrikstillverkningen. Leran oljades in och dekorerades, ofta med egentillverkade verktyg. Samtidigt utvecklade Bengt Berglund bruksvara för hushållen. Hans första produkt var kryddserien Pyramid 1962. Rollen som fri keramisk konstnär kom snart att dominera över formgivaruppgiften.

## Utställningar som emaljmålare
Debututställningen "Ansikten och Gestalter" skedde på PUB:s nya galleri i april 1963. Kritiken var överraskad och positiv. "Debuten är annorlunda och fräsch", skrev Dagens Nyheter. "Det är spännande, groteskt, lätt stolligt och keramiskt mycket vackert", skrev Ulf Hård af Segerstad i Svenska Dagbladet. Stengodset visades i Göteborg senare samma år och i New York 1964. 
Bengt Berglunds experiment i emaljverkstaden på Gustavsberg gav resultat. Hösten 1962 visades de första Berglund-emaljerna där motiv hade tryckts fram med skumgummibitar. I februari 1964 preseterades emaljgrafik, där metoden hade satts i system med matriser, stämplar och borstning. "Berglund har lyckats framställa emaljarbeten till ett mycket överkomligt pris och givit publiken möjlighet att utnyttja ett fascinerade material som stimulerande färgaccenter i hemmiljön", skrevs det vid lanseringen. "Nytt och festligt" skrev kritiken. Hans emaljgrafik kom att produceras fram till omkring 1980.
I keramikverkstaden märktes Bengt Berglunds marina intresse allt tydligare. De mönstrade ytorna ersattes av former där leran tycktes vara i ständig förändring. Materialet slungades och veks till gåtfulla naturformer: snäckor, sjöborrar, klumpar med gälar. Resultaten ställdes ut som "Rörelser i Lera" på Gustavsbergs butik på Birger Jarlsgatan, Stockholm i mars 1965. "Jag vill öka världens förråd av mjukheter", sade han. "Keramik för biologer...nästan helt frigjord från accepterade former. Bengt Berglund har tagit steget fullt ut i keramikdjungeln", skrev Svenska Dagbladet. 
Så småningom övergick Berglund till att arbeta med oglaserat stengods som färgades med järnoxid som sen ströks bort, men blev kvar i mönster och sprickor. Textilier gav yteffekter. Formatet var ofta litet och intimt. På PUB-huset i Stockholm finns sedan 1966 en pelare klädd med Berglund-stengods. 
Bengt Berglunds utveckling var snabb och uppmärksammad med en rad utställningar, separat eller tillsammans med andra fribrytande konstnärer under 1960-talet, exempelvis Hertha Hillfon, Bertil Vallien, Britt-Ingrid Persson och Anders Liljefors. En ny tidsanda skymtade.
"Berglund försöker ge något positivt, generöst i en mer och mer teknokratiskt, perfekt inriktad värld", skrev Form efter en stor utställning i Malmö våren 1967. Samhällskritik och miljömedvetenhet smög sig in i stengodset. Bilar och texter trycktes på ytorna i en både lekfull och ironisk hållning. 1968 lanserades hans mest spridda konstgods: Kultstenar, ett samarbete med grafikern Bengt Serenander, där textmässiga underfundigheter och aforismer stämplades på benporslinskuber: Dagstenen, Skepparstenen, Kärleksstenen, Direktörsstenen m.fl. Något senare kom rundbottnade skålar framställda med en inverterad drejningsteknik mot skumgummi. 
Under 1970-talet övergick Bengt Berglund alltmer till arbete med emaljer. Sitt sista framträdande som keramiker gjorde han med lågmälda fragment och figurer vid Gustavsbergs 150-årsjubileum 1975 på Nationalmuseum.  
Som industriformgivare ritade han mindre bruksserier samt två servismodeller. 1968 lanserades den stänkmålade servisen Multum, senare med dekoren Bågskytt. 1970 kom den ugnssäkra servisen Relief. 
Emaljmåleriet pågick oavbrutet. Sedan 1971 var Berglund värd för emaljverkstaden på Gustavsberg. Förutom tavelmåleri med abstrakta skärgårdsmotiv utförde han också minst ett stort offentligt emaljverk om året, bland annat för Domus i Jakobsberg, Källtorpsskolan i Järfälla, Dagens Nyheter, Stena Lines färjor, Kooperativa Förbundets huvudkotor och PUB:s entré mot Hötorget. Berglund-tavlor turnerade tillsammans med emaljmålningar av Göran Nilsson, Alf Olsson och Nalle Werner i USA under två år. Hösten 1979 deltog han i Liljevalchs stora utställning Emalj, en sammanfattning av emaljmåleriets utveckling och status sedan 1940-talet då Gustavsberg drog igång konstexperiment på sin då nystartade badkarlsfabrik.

## Fri konstnär
1982 lämnade Bengt Berglund sin anställning på Gustavsberg för att bli fri konstnär. Han arbetade också som konstkonsult för Storstockholms Lokaltrafik. Sina emaljer utförde han fortfarande på Gustavsberg, exempelvis utsmyckning för lyxkryssaren S/S Norway. I februari 1988 visade Berglund 30-40 emaljer och objekt i aluminium på Galerie Doktor Glas, det blev hans sista utställning som emaljkonstnär. 1991 utförde han sitt senaste emaljarbete, en offentlig utsmyckning av bostadsområdet Grantorp i Flemingsberg. 
Gustavsberg lade ner sin badkarsfabrik 1993 och Bengt Berglund slutade arbeta med emalj. Hans sökande efter "linjernas äventyr" fortsatte med mobiler, slanka spröt, spiraler och vinklar. Siluetter av öar lyfte som hägringar från vattenytan i ett projekt 1997. Han tog luftrummet i besittning med färgade snören i World Trade Center i Stockholm år 2000, en rymdarkitektonisk höjdpunkt på Berglunds långa expedition från lera till luftrum. Samma år skapade han en sex ton tung näckros i rött stål för en rondell i födelsestaden Landskrona. Storskaliga tryck med livliga färgstreck visades i Stockholms tunnelbana 2002-03. Förrådet av berglundska mjukheter ökas numera genom fotografier av naturens former. Berglund finns representerad vid bland annat Nationalmuseum i Stockholm.

## Offentlig konst i urval
- Entré till varuhuset PUB i Stockholm, emalj, Hötorget (rivet)
- Entré till varuhuset PUB i Stockholm, pelare med keramik, Drottninggatan/Kungsgatan
- Utsmyckning av personhissarna i Dagens Nyheters hus i Stockholm
- Entréhall och trapphus, emalj, Statens energiverk, Eskilstuna
- Väggdekor, Gustavsbergsteatern, Gustavsberg
- Industriskorsten, Ytterby, Resarö, Vaxholm
- Emaljvägg, Gustavsbergs centrum
- Södra Roslags tingsrätt, keramik
- Entréhallen, KF Hugins huvudkontor
- Ketamikskulptur, utanför LO-skolan! Åkers-Runö
- Orienteringssystem i emalj på Södersjukhuset i Stockholm
- Färgstavar, emaljerade stålrör, 1991, Diagnosvägen i Flemingsberg i Huddinge kommun
- "Nymphaea", uppsprickande blom-fröform i rödmålat stål, i rondell utanför järnvägsstationen i Landskrona, 2000.